# Margot Käßmann
Margot Käßmann (maʁɡɔt ˈkɛːsman), née Margot Schulze le 3 juin 1958, est une théologienne luthérienne.
Évêque de l'Église protestante luthérienne de Hanovre dès 1999, elle est élue à la tête de l'Église protestante en Allemagne le 28 octobre 2009. C’est la première femme à accéder à cette fonction. Elle démissionne le 24 février 2010 de ces deux postes.

## Biographie

### Enfance, formation et famille
Margot Schulze naît le 3 juin 1958 à Marbourg. Elle est la troisième fille d'un ménage ouvrier : son père Robert Schulze est mécanicien automobile et sa mère infirmière. Elle obtient son Abitur en 1977 à Marbourg où elle a suivi toute sa scolarité secondaire. 
De 1977 à 1983, elle étudie la théologie protestante successivement dans les universités de Tübingen, d'Édimbourg, de Göttingen et de Marbourg où elle est boursière de la Fondation Evangelisches Studienwerk Villigst (de). Elle est ensuite vicaire de 1983 à 1985 à Wolfhagen près de Cassel.
Elle reçoit l'ordination en 1985 et soutient en 1989 une thèse de doctorat à l'université de Bochum sous la direction de l'ancien secrétaire général du Conseil Œcuménique des Églises Konrad Raiser. Le thème de sa thèse est : Pauvreté et richesse, un questionnement pour l'unité de l'Église (Armut und Reichtum als Anfrage an die Einheit der Kirche).
Elle épouse en 1981 le pasteur Eckhard Kässmann (divorce en 2007). Ils ont quatre filles : Hanna, Esther, Sarah et Lea, nées entre 1982 et 1992. En 2006, elle est opérée à la suite d’un cancer du sein.

### Carrière ecclésiastique
Son premier poste pastoral est, de 1985 à 1990, dans la paroisse de Frielendorf-Spieskappel dans l'arrondissement de Schwalm-Eder près de Cassel.
En 1983, Margot Kässmann participe à l’Assemblée plénière du Conseil œcuménique des Églises (COE) au Canada. 
En 1985, elle est ordonnée pasteure. De 1994 à 1999, elle est secrétaire générale de l'Assemblée de l'Église.
À partir de 1991, elle sera membre du comité exécutif du COE. Elle en démissionne en 2002 après la publication des conclusions de la Commission spéciale sur la participation des Églises orthodoxes au COE, conclusions qui préconisaient que le terme de "culte œcuménique" soit abandonné et que des directives beaucoup plus claires soient édictées sur ce qu'est une "prière commune interconfessionnelle".
En 1999, le surlendemain de son 41e anniversaire, elle est élue évêque de l’Église protestante luthérienne de Hanovre, la plus importante du pays avec ses trois millions de membres. Elle est la première femme à ce poste.
De 2003 à 2009, elle est membre du Comité central de la Conférence des Églises européennes.
Elle est élue présidente de l’Église protestante allemande (EKD) en 2009.
En février 2010, elle démissionne de ses fonctions à la suite de son arrestation pour avoir brûlé un feu rouge en état d’ivresse, avec un taux d'alcool cinq fois supérieur à la limite tolérée,.
En 2012, elle est nommée ambassadrice du Jubilé de la Réforme 2017 (célébration des 500 ans depuis le début de la Réforme).

## Engagement et prises de position
Personnage médiatique, Margot Käßmann s'est opposée publiquement à l'extrême droite de manière retentissante. Elle a plaidé pour l'interdiction du Parti national-démocrate d'Allemagne (NPD), proclamant que l’Église ne devait plus se voiler la face comme elle l'avait fait en 1933 et argumentant qu'il serait incohérent de chercher à décourager l'adhésion à un parti par ailleurs légal et reconnu. 
En 2009, Margot Käßmann a déclaré qu'il serait sans doute plus approprié de détruire certaines églises désaffectées plutôt que de les voir utilisées pour des activités portant atteinte à leur image, ce qui serait à ces yeux le cas pour des restaurants, des discothèques ou des mosquées. Elle ne voyait en revanche pas d'objection à la transformation d'une ancienne église en synagogue. Devant les protestations de la communauté musulmane, elle a corrigé son point de vue en déclarant : "Si une congrégation chrétienne est convaincue que la transformation d'une église désaffectée en mosquée est possible, et qu'elle est parfaitement en paix avec cette idée, alors je suis d'accord ; mais pour le moment je ne vois pas de telle possibilité.".
Margot Käßmann fait partie du Comité consultatif de la Fondation allemande pour la population mondiale (de) et a été ambassadrice des handicapés mentaux lors de la coupe du monde de football de 2006, organisée par l'Allemagne.

## Récompenses
- 2001 : prix de « prédication » (Predigtpreis) pour ses actions exemplaires dans le domaine de proclamation de l'évangile.
- 2002 : docteure honoris causa de la faculté de pédagogie de l'université de Hanovre.

## Publications
- An Vaters Rockzipfel. Margot Käßmann et Kitty Kahane racontent une histoire de Joseph & ses frères, 2011,  (ISBN 978-3-86921-077-3).